# Ерин, Зосим Александрович
Зосим Александрович Ерин — командир отделения 220-го отдельного сапёрного батальона (173-я стрелковая дивизия, 5-я армия, 3-й Белорусский фронт), младший сержант.

## Биография
Зосим Александрович Ерин родился в крестьянской семье в селе Верхнее Шилово Пинежского уезда Архангельской губернии (в настоящее время Красноборский район Архангельской области). В 1942 году окончил Маймаксанский лесотехнический техникум, работал на лесопильном заводе № 25.
20 февраля 1943 года Соломбальским райвоенкоматом Архангельска был призван в ряды Красной армии. С 22 мая 1943 года на фронтах Великой Отечественной войны.
Приказом по 173-й стрелковой дивизии от 29 октября 1943 года за мужество и героизм в боях против немецко-фашистских захватчиков красноармеец Ерин был награждён медалью «За отвагу».
Красноармеец Ерин 14 ноября 1943 года в бою у деревни Боброва в Дубровенский район Витебской области под огнём противника проделал проход в минном поле и проволочном заграждении, чем обеспечил продвижение стрелкового подразделения. Приказом по 173-й стрелковой дивизии он был награждён орденом Славы 3-й степени.
Ефрейтор Ерин первым ворвался в траншею противника при штурме высоты 167 м 12 февраля 1944 года. При этом был ранен, но с поля боя уйти отказался. Приказом по 33-й армии от 29 марта 1944 года он был награждён орденом Славы 2-й степени.
В период оборонительных боёв 26 апреля—7 мая 1944 года ефрейтор Ерин в полосе действия дивизии под ружейно-пулемётным огнём поставил 800 противотанковых мин. Работал под обстрелом на расстоянии 60—150 метров от передней линии противника. Приказом по 173-й дивизии от 10 мая 1944 года он был награждён орденом Красной Звезды.
2 марта 1945 года в боях в Восточной Пруссии в районе фольварка Ворвеген на шоссе Данциг — Кёнигсберг в наступательном бою командир отделения младший сержант Ерин с сапёрами ворвался на железобетонный мост, расстреливая солдат противника из личного оружия. Ерин заметил, что два, убитых в бою, сапёра противника уже успели заложить зажигательные трубки во взрывные заряд и выхватил их за секунды до взрыва, который мог разрушить мост. Мост был сохранён и мог обеспечить атаку танков через мост. Указом Президиума Верховного Совета СССР от 19 апреля 1945 года он был награждён орденом Славы 1-й степени.
Сержант Ерин был демобилизован в октябре 1945 года. Вернулся на родину. Жил в Архангельске, работал начальником ОТК, затем мастером на лесозаводе 25.
В 1985 году в ознаменование 40-летия Победы он был награждён орденом Отечественной войны 1-й степени.
Скончался Зосим Александрович Ерин 1 октября 1988 года. Похоронен в Архангельске на Маймаксанском кладбище.